# Elia Favilli
Elia Favilli (* 31. Januar 1989 in Cecina) ist ein ehemaliger italienischer Radrennfahrer.

## Sportlicher Werdegang
Elia Favilli wurde 2007 bei der italienischen Meisterschaft Zweiter im Straßenrennen hinter dem Sieger Andrea Palini. Bei der Weltmeisterschaft im mexikanischen Aguascalientes gewann er im Straßenrennen die Bronzemedaille hinter seinen Landsleuten Diego Ulissi, der ebenfalls aus Cecina stammt, und Daniele Ratto. Zudem gewann er 2007 neun Rennen des nationalen Kalenders. Nach dem Wechsel in die U23 fuhr er zunächst für verschiedene italienische Renngemeinschaften, auch hier war er erneut bei mehreren Rennen des nationalen Kalenders erfolgreich.
Nachdem Favilli 2009 und 2020 bereits beim damaligen Team ISD-Neri als Stagiaire eingesetzt war, wurde er zur Saison 2011 fest in das Team übernommen. Nach zwei Jahren wechselte er zum UCI WorldTeam Lampre-Merida, um zur Saison 2015 in sein altes Team zurückzukehren. In den fünf Jahren als Radprofi nahm er jedes Jahr an einer Grand Tour teil, bei denen er viermal das Ziel erreichte. Ein zählbarer Erfolg gelang ihm als Profi nicht, sein bestes Ergebnis blieb ein zweiter Etappenplatz bei der Tour of Japan 2013.
Nachdem nach der Saison 2015 sein Vertrag nicht verlängert worden war und er auch kein neues Team gefunden hatte, erklärte Favilli im Januar 2016 seinen Rücktritt vom aktiven Radsport. Im März und April nahm er für das kroatische UCI-Continental-Team Meridiana Kamen noch einmal an drei Rennen teil, seitdem wird er nicht mehr in den Ergebnislisten der UCI geführt.

## Erfolge
2007
- Weltmeisterschaft – Straßenrennen (Junioren)

## Grand-Tour-Platzierungen
| Grand Tour            | 2011 | 2012 | 2013 | 2014 | 2015 |
| --------------------- | ---- | ---- | ---- | ---- | ---- |
| Giro d’ItaliaGiro     | 158  | DNF  | –    | –    | 104  |
| Tour de FranceTour    | –    | –    | 128  | –    | –    |
| Vuelta a EspañaVuelta | –    | –    | –    | 109  | –    |